# 白玲戦
ヒューリック杯白玲戦（ヒューリックはいはくれいせん）は、ヒューリックと日本将棋連盟が主催する将棋の棋戦（女流タイトル戦）。女流棋戦では唯一の七番勝負であり、勝者は女流タイトルの序列1位となる白玲のタイトル称号を得る。優勝賞金は正賞金の4000万円に優勝特別賞の1000万円を加算した実質5000万円。
本項目では、白玲戦の挑戦者決定のために実施される女流順位戦（じょりゅうじゅんいせん）についても述べる。
2020年11月13日に第1期女流順位戦が開幕し、第1期白玲戦七番勝負は2021年9月～10月に実施。

## 概要
本棋戦創設時の優勝賞金は1500万円。この金額は竜王戦七番勝負敗者賞金1650万円に匹敵する額であり、女流棋戦で序列2位の清麗戦（優勝賞金700万円）の2倍以上であった。さらに第5期からは優勝賞金を4000万円に増額の上、特別賞として1000万円が上乗せされて合計5000万円が贈呈されることになった。これは同時に増額された棋聖戦と並び、それまで将棋界最高金額であった竜王戦（優勝賞金4400万円）を実質として上回る金額となる。
タイトル名「白玲」の由来は「『令』和の『王』者が真っ『白』なページに時代を刻む」。なお、本棋戦の創設に伴い、ヒューリックが創設し第2期まで主催してきた清麗戦は、第3期から大成建設の主催に移行された。会見でヒューリックの西浦三郎会長は「本当の意味の実力が出てくるのではないかと、順位戦という形をとらさせていただいた。女流棋士にはもっと強くなってほしい」と述べた。
本棋戦の成績による「白玲獲得で女流三段」「A級昇級で女流二段」「B級昇級で女流初段」「C級昇級で女流1級」の独自の昇段規定が設けられた。また、本棋戦の創設により、女流棋戦も（男性）棋戦と同じ8タイトルとなった。
2020年のリコー杯女流王座戦で初めて導入された「リコーAI自動記録システム（リコー棋録）」を白玲戦においても導入することが発表された。2021年1月29日の対局から使用されている。
2022年開始の第3期より、棋戦名における冠名の表記順に変更があり、それまでの「期数・冠名・棋戦名」の順（第2期ヒューリック杯白玲戦・女流順位戦）から「冠名・期数・棋戦名」の順（ヒューリック杯 第3期 白玲戦・女流順位戦）の名称で行われている。

## 方式
予選は「女流順位戦」という独立した名称となり、白玲のタイトル保持者を頂点として上からA級、B級、C級、D級に階級を分けて年度ごとに昇降級する制度を採用し、「名人戦・順位戦」の制度を女流棋戦において踏襲した形式となる。棋戦のシステム上、女流順位戦の参加者は女流棋士のみとなっている。

### 現行の方式
第2期では、第1期女流順位戦の成績順位（1-64位）に基づき、以下の様にクラス分けされる。
- 白玲 : 第1期 1位の女流棋士
- A級 (定員10名) : 第1期 2位-11位 の女流棋士
- B級 (定員10名) : 第1期 12位-21位 の女流棋士
- C級 (定員20名) : 第1期 22位-41位 の女流棋士
- D級 (定員なし) : 第1期 42位-64位 の女流棋士 および 第1期不参加の女流棋士

白玲を除くA-D級の各組でリーグ戦形式による「女流順位戦」を行なう。
- A級とB級のリーグ戦はいずれも10人による総当たり9回戦制、C級とD級のリーグ戦は事前抽選による8回戦制で行なう[注釈 4]。
- リーグ戦成績により順位付けを行なう（同成績の場合は開始時の順位に基づく）。
ただし、A級の成績最上位者が複数いる場合はプレーオフ（パラマス方式）を実施する。
- A級の優勝者（成績最上位者）は「白玲戦」の挑戦者として七番勝負に進出する[7]。
- 各クラスの「成績下位者」と「下位クラスでの成績上位者」同士で次期クラスを入れ替える（昇級・降級）。

第3期以降は、前期成績に基づき昇・降級を反映した各クラスにおいて、同じようにリーグ戦形式による「女流順位戦」を行なう。
| クラス | 定員 | 白玲戦・順位戦の 対局数        | 持ち時間 | 昇級など                         | 降級・降級点                                                                                                  |
| ------ | ---- | ------------------------------ | -------- | -------------------------------- | --- |
| 白玲   | 01人 | 挑戦者と七番勝負               | 04時間   | 挑戦者に4勝で白玲位防衛          | 挑戦者に4敗で白玲位失冠→次期 A級(1位)                                                                         |
| A級    | 10人 | 総当たり 9戦(原則) +プレーオフ | 03時間   | 【挑戦者】 白玲に4勝で白玲位獲得 | 【降級：次期 B級】 成績下位の2名                                                                              |
| B級    | 10人 | 総当たり 9戦(原則)             | 03時間   | 【昇級：次期 A級】 成績上位の2名 | 【降級：次期 C級】 成績下位の3名                                                                              |
| C級    | 20人 | 同クラス内で 8戦               | 02時間   | 【昇級：次期 B級】 成績上位の3名 | 【降級：次期 D級】 成績下位の4名                                                                              |
| D級    | 不定 | 同クラス内で 8戦               | 02時間   | 【昇級：次期 C級】 成績上位の4名 | 【降級：順位戦陥落】 降級点 累積3回（消去分を除く） 【降級点】 成績下位（参加人数4.5人につき1人の割合で付与） |

- 持ち時間は全てチェスクロック方式。
- 新規に女流プロ入りした女流棋士が女流順位戦に初参加する場合、原則としてD級下位からの参加となる（第2期以降）。
- 同一期に複数のD級新規(再)加入者がいる場合の順位については、順位戦への参加が確定した順となる（新女流2級の場合は資格獲得順 = 女流棋士番号順）。
- 女流順位戦からの陥落者が、「規定条件」（下記参照）を満たして女流順位戦に復帰する場合は、D級下位からの復帰となる。
- C級以下で全勝者が昇級枠以上発生した場合は、次期上位クラスの降級人数を増やして人数調整を行う。
- 不戦敗を含め降級（降級点）相当成績となった途中休場者、2期連続休場（全休）者は、いずれも降級（降級点）の対象となる。
- リーグ戦実施期間を一時的に休場する場合は、可能な限り対局日程の変更で対応する[10]。ただし最終局は延期不可（不戦扱い）。
- 定員のあるC級以上で引退等により欠員が生じた場合、欠員が生じたクラスより下位のクラスで欠員分の昇級枠を増やして人数調整を行う。A級が欠員1で参加者9人の場合、白玲挑戦者1名と降級2名は変更されず、B級・C級・D級の昇級枠が通常より1名増やされる。
- 対局は基本的にA・B級、C級、D級をそれぞれ同日に行う。10月から7月にかけて月1回行われるが、原則として2月は対局を行わない。1月は基本的にA・B級のみで、C・D級では参加人数が奇数になった場合のみ行われる。

#### D級降級点
女流順位戦のA級、B級、C級での成績下位者は次期下位クラスへと降級となるのに対し、D級の成績下位者は降級とならず「降級点」を付けられる。
女流順位戦D級降級点に関する規定
- D級降級点は「参加人数4.5人につき1人の割合」で成績下位者に付与される。
- D級降級点3つの付与で、女流順位戦D級から降級となり女流順位戦への参加権を失う。
  - 1つ目のD級降級点は、D級在籍中は消去されない。
  - 2つ目のD級降級点は、D級で勝ち越し（5勝以上）の条件を満たせば消去される。
    - 棋士の順位戦での降級点規定と異なり、D級降級点は2期連続指し分け（4勝4敗）では消去されない。
- C級に昇級、またはD級から降級した場合、降級点は全てリセットされる。再度D級に在籍する場合、1年目は降級点0となる。
- 女流順位戦D級から降級・陥落した女流棋士は、次の「規定条件」を満たせば女流順位戦D級に復帰できる。復帰までの期限は設けられていない。
  - 清麗戦 - 予選決勝進出（ベスト7）
  - マイナビ女子オープン - 本戦2回戦進出（ベスト8）
  - 女流王座戦 - 本戦2回戦進出（ベスト8）
  - 女流名人戦 - 女流名人戦リーグ入り（リーグ残留6人・予選通過4人）
  - 女流王位戦 - 挑戦者決定リーグ入り（リーグ残留6人・予選通過6人）
  - 女流王将戦 - 本戦2回戦進出（ベスト8）
  - 倉敷藤花戦 - ベスト8
- 女流順位戦D級成績下位者に与えられる「D級降級点」は、例年4月1日公表の引退女流棋士の判断根拠となる「女流棋士引退規定」による「降級点」とは異なる制度である。
  - これらの異なる「降級点」は合算されない。
  - 「女流棋士引退規定」における「降級点規定」により引退該当者となったのち、女流順位戦で「D級降級点」を付与・累積状態で引退した事例がある[注釈 6]。

### 過去の方式

#### 第1期
第1期女流順位戦
- 順位決定リーグ戦：64名の女流棋士が8名1組とするAからHまでの8組に分かれての総当たりリーグ戦。持ち時間は2時間（チェスクロック方式）。同成績で並んだ場合は該当者同士のリーグ戦での勝敗・成績で順位を決定し、順位が決定しない場合はトーナメント形式でのプレーオフを行う。
- 順位決定トーナメント戦：AからHまでの各組同順位者8名による順位決定戦。

第1期白玲戦 七番勝負
各組1位による順位決定トーナメント戦の決勝（1位・2位決定戦）に進出した2名による七番勝負。持ち時間は4時間（チェスクロック方式）。第2期以降はタイトルホルダー（白玲）と女流順位戦・A級で優勝した女流棋士による対戦となる。

## 永世称号「クイーン白玲」
白玲を通算5期獲得した女流棋士には「クイーン白玲」の称号が与えられる。
第4期終了までに永世称号「クイーン白玲」の規定を満たした者はいない。
クイーン白玲取得者は、棋士のフリークラスに編入する権利が与えられる。

## 白玲戦七番勝負・女流順位戦A級の歴代記録
| 七番勝負勝敗（白玲側から見た勝敗） ○：勝ち / ●：負け / □：不戦勝 / ■：不戦敗 / 千：千日手 / 持：持将棋 白玲戦七番勝負 \| 太字 \| ：白玲獲得者（七番勝負勝者） \| 太字Q \| ：クイーン称号獲得者（七番勝負勝者） \| 女流順位戦A級リーグ ◎白玲挑戦者 / △当期昇級者 / ▼次期降級者 / 0▽引退など(降級以外) - 順位はリーグ成績順位（第1期は順位決定戦の順。数字はリーグ順位） - 着色は白玲獲得経験者。 |                              |       |                                      |
| 太字 | ：白玲獲得者（七番勝負勝者） | 太字Q | ：クイーン称号獲得者（七番勝負勝者） |

| ( | 各組2位によるトーナメント 上位3名 | ) |

| ( | トーナメント 成績順 | ) |

| 期                                    | 合計 | 白玲               | A級                | B級                | C級                | D級                | 各クラス内の全休者 | 各クラス内の全休者 |  | 不参加 |
| ------------------------------------- | ---- | ------------------ | ------------------ | ------------------ | ------------------ | ------------------ | ------------------ | ------------------ |  | ------ |
| 1                                     | 64人 | （クラス分けなし） | （クラス分けなし） | （クラス分けなし） | （クラス分けなし） | （クラス分けなし） | -                  | -                  |  | 2人    |
| 2                                     | 68人 | 1                  | 10                 | 10                 | 20                 | 27                 | 休場 3             | C級 2、D級 1       |  | 2人    |
| 3                                     | 73人 | 1                  | 10                 | 10                 | 20                 | 32                 | -                  | -                  |  | 2人    |
| 4                                     | 76人 | 1                  | 9                  | 10                 | 20                 | 36                 | -                  | -                  |  | 2人    |
| 5                                     | 78人 | 1                  | 10                 | 10                 | 20                 | 37                 | 休場 3             | D級 3              |  | 2人    |
| 第1-5期の不参加者は早水千紗、山田朱未 |      |                    |                    |                    |                    |                    |                    |                    |  |        |

## 白玲戦・女流順位戦A級の記録
|        | タイトル白玲獲得    | 七番勝負出場        | 挑戦                | A級在籍（白玲在位含む） |
| ------ | ------------------- | ------------------- | ------------------- | ----------------------- |
| 最多   | 西山朋佳 3期        | 西山朋佳 4期        | 西山朋佳 2期        | 西山朋佳他 4期          |
| 連続   | 西山朋佳 2連覇      | 西山朋佳 4期連続    | (該当者なし)        | 西山朋佳他 3期          |
| 最年少 | 第1期 西山朋佳 26歳 | 第1期 西山朋佳 26歳 | 第1期 西山朋佳 26歳 | 第2期 石本さくら 22歳   |
| 最年長 | 第2期 里見香奈 30歳 | 第4期 福間香奈 32歳 | 第4期 福間香奈 32歳 | 第3期 中井広恵 53歳     |

### 通算成績
| - 記載は白玲獲得・挑戦者またはA級在籍経験者に限る。 - 太字は永世位獲得者または最多記録。「*」は継続中の記録。 - 「A級」は 現白玲 および 第3期A級在籍者（A級在籍は白玲在位も含む）。 |

| 女流棋士   | A級     | 白玲 在位期数 | 白玲 在位期数 | 七番勝負 出場期数 | 七番勝負 出場期数 | A級在籍期数 （第2期以降） | A級在籍期数 （第2期以降） |
| 女流棋士   | A級     | 通算          | 連続          | 通算              | 連続              | 通算                      | 連続                      |
| ---------- | ------- | ------------- | ------------- | ----------------- | ----------------- | ------------------------- | ------------------------- |
| 西山朋佳   | 白玲    | 3*            | 2*            | 4*                | 4*                | 3*                        | 3*                        |
| 福間香奈   | A級     | 1             | 1             | 3*                | 3*                | 3*                        | 3*                        |
| 渡部愛     | A級▼    | 0             | 0             | 1                 | 1                 | 3                         | 3                         |
| 伊藤沙恵   | A級     | 0             | 0             | 0                 | 0                 | 3*                        | 3*                        |
| 加藤桃子   | A級     | 0             | 0             | 0                 | 0                 | 3*                        | 3*                        |
| 加藤圭     | A級     | 0             | 0             | 0                 | 0                 | 3*                        | 3*                        |
| 山根ことみ | A級     | 0             | 0             | 0                 | 0                 | 3*                        | 3*                        |
| 上田初美   | A級     | 0             | 0             | 0                 | 0                 | 2*                        | 2*                        |
| 石本さくら | A級     | 0             | 0             | 0                 | 0                 | 2*                        | 2*                        |
| 中井広恵   | -       | 0             | 0             | 0                 | 0                 | 2                         | 2                         |
| 甲斐智美   | A級引退 | 0             | 0             | 0                 | 0                 | 2                         | 2                         |
| 中村真梨花 | -       | 0             | 0             | 0                 | 0                 | 1                         | 1                         |
| 鈴木環那   | -       | 0             | 0             | 0                 | 0                 | 1                         | 1                         |
| 塚田恵梨花 | A級▼    | 0             | 0             | 0                 | 0                 | 1                         | 1                         |

## 女流順位戦の記録
| 凡例 \| 0◎0 \| ：白玲獲得者0 \| 太字 \| ：挑戦権獲得者0 \| 0▽0 \| ：引退0 \| - 年度は対応する白玲戦のものを表示している。 例年、白玲戦は8月からの開催であり、予選にあたる女流順位戦はその前年10月より行われる。 - 総数は白玲を含んだ女流順位戦参加人数。 |               |      |                 |     |         |
| 0◎0 | ：白玲獲得者0 | 太字 | ：挑戦権獲得者0 | 0▽0 | ：引退0 |

| \| 期 \| 年度 \| 白玲 \| A級 (定員10) \| A級 (定員10) \| B級 (定員10) \| B級 (定員10) \| C級 (定員20) \| C級 (定員20) \| D級 \| D級 \| D級 \| D級 \| 参加人数 \| 不参加 \| \| 期 \| 年度 \| 白玲 \| 挑戦者 \| 降級 \| A昇級 \| 降級 \| B昇級 \| 降級 \| C昇級 \| 降級点 \| 降級ほか \| 新加入 \| 参加人数 \| 不参加 \| \| -- \| ---- \| -------------------- \| ----------------------- \| ----------------------- \| ------------------------------- \| -------------------- \| ----------------------------------------- \| ----------------------- \| ----------------------------------------------------- \| --------------------------------------------------- \| -------------------------------- \| ---------------------------------------------------------------- \| -------- \| ------ \| \| 1 \| 2021 \| - \| 西山◎ 渡部 \| ( 順位決定戦を実施 ) \| ( 順位決定戦を実施 ) \| ( 順位決定戦を実施 ) \| ( 順位決定戦を実施 ) \| ( 順位決定戦を実施 ) \| ( 順位決定戦を実施 ) \| ( 順位決定戦を実施 ) \| ( 順位決定戦を実施 ) \| ( 順位決定戦を実施 ) \| 64人 \| 2人 \| \| 2 \| 2022 \| (第1期白玲) 西山朋佳 \| 10人 \| 10人 \| 10人 \| 10人 \| 20人(うち全休2) \| 20人(うち全休2) \| 27人(うち全休1) \| 27人(うち全休1) \| 27人(うち全休1) \| 27人(うち全休1) \| 68人 \| 2人 \| \| 2 \| 2022 \| (第1期白玲) 西山朋佳 \| (8-1) 里見香◎ \| 石本 鈴木 \| 中村真(7-2) 上田(7-2) \| 武富 伊奈川 小高 \| 室田(7-1) 山田久(7-1) 野原(6-2) \| 矢内 川又 和田は 村田 \| 加藤結(7-1) 田中(7-1) 山口恵(6-2) 貞升(6-2) \| 山口絵* 北尾* 安食* 石高* 脇田* \| (陥落なし)(引退 2) 山口絵▽ 安食▽ \| 内山あや 山口稀良莉 大島綾華 田中沙紀 \| 68人 \| 2人 \| \| 3 \| 2023 \| 里見香奈 \| 10人 \| 10人 \| 10人 \| 10人 \| 20人(うち全休1) \| 20人(うち全休1) \| 32人 \| 32人 \| 32人 \| 32人 \| 73人 \| 2人 \| \| 3 \| 2023 \| 里見香奈 \| (8-1) 西山◎ \| 中井 中村真(引退) 甲斐▽ \| 塚田(8-1) 石本(5-4) \| 千葉 岩根 山田久 \| 伊奈川(7-1) 和田あ(7-1) 武富(5-3) \| 竹部 船戸 宮宗 ﾌｫﾙﾀﾝ▽ \| 大島(7-1) 渡辺(6-2) 内山(6-2) 堀(6-2) \| 相川* 長沢* 斎田* 山口仁* 北尾** 井道* 榊* \| (陥落なし)(引退) 北尾▽ \| 佐々木海法 岩佐美帆子 榊菜吟 鎌田美礼 木村朱里 梅津美琴 松下舞琳 \| 73人 \| 2人 \| \| 4 \| 2024 \| 西山朋佳◎ \| 9人 /欠員 -1 \| 9人 /欠員 -1 \| 10人 \| 10人 \| 20人 \| 20人 \| 36人 \| 36人 \| 36人 \| 36人 \| 76人 \| 2人 \| \| 4 \| 2024 \| 西山朋佳◎ \| (7-1) 福間(里見) 伊藤沙 \| 渡部 塚田 \| 和田あ(7-2) 鈴木(6-3) 香川(6-3) \| 室田 北村 中村真 \| 千葉(6-2) 岩根(6-2) 頼本(6-2) 加藤結(6-2) \| 礒谷真 藤井 渡辺 山田久 \| 佐々木(7-1) 高浜(6-2) 長谷川(6-2) 長沢(6-2) 久保(6-2) \| 井道** 矢内* 和田は* 村田* 中倉* 飯野* 島井* 相川** \| (陥落なし)(引退 2) 船戸▽ 中村桃▽ \| 久保翔子 今井絢 宮澤紗希 森本理子 砂原奏 磯谷祐維 \| 76人 \| 2人 \| \| 5 \| 2025 \| 西山朋佳 \| 10人 \| 10人 \| 10人 \| 10人 \| 20人 \| 20人 \| 37人(うち全休3) \| 37人(うち全休3) \| 37人(うち全休3) \| 37人(うち全休3) \| 78人 \| 2人 \| \| 5 \| 2025 \| 西山朋佳 \| \| \| \| \| \| \| 崎原知宙 伊藤真央 竹内優月 岩崎夏子 \| \| \| \| 78人 \| 2人 \| 不参加者：早水千紗（第1-5期：休場）、山田朱未（第1-5期：休場） |      |                      |                         |                         |                                 |                      |                                           |                         |                                                       |                                                     |                                  |                                                                  |          |        |
| 期 | 年度 | 白玲                 | A級 (定員10)            | A級 (定員10)            | B級 (定員10)                    | B級 (定員10)         | C級 (定員20)                              | C級 (定員20)            | D級                                                   | D級                                                 | D級                              | D級                                                              | 参加人数 | 不参加 |
| 期 | 年度 | 白玲                 | 挑戦者                  | 降級                    | A昇級                           | 降級                 | B昇級                                     | 降級                    | C昇級                                                 | 降級点                                              | 降級ほか                         | 新加入                                                           | 参加人数 | 不参加 |
| 1 | 2021 | -                    | 西山◎ 渡部              | ( 順位決定戦を実施 )    | ( 順位決定戦を実施 )            | ( 順位決定戦を実施 ) | ( 順位決定戦を実施 )                      | ( 順位決定戦を実施 )    | ( 順位決定戦を実施 )                                  | ( 順位決定戦を実施 )                                | ( 順位決定戦を実施 )             | ( 順位決定戦を実施 )                                             | 64人     | 2人    |
| 2 | 2022 | (第1期白玲) 西山朋佳 | 10人                    | 10人                    | 10人                            | 10人                 | 20人(うち全休2)                           | 20人(うち全休2)         | 27人(うち全休1)                                       | 27人(うち全休1)                                     | 27人(うち全休1)                  | 27人(うち全休1)                                                  | 68人     | 2人    |
| 2 | 2022 | (第1期白玲) 西山朋佳 | (8-1) 里見香◎           | 石本 鈴木               | 中村真(7-2) 上田(7-2)           | 武富 伊奈川 小高     | 室田(7-1) 山田久(7-1) 野原(6-2)           | 矢内 川又 和田は 村田   | 加藤結(7-1) 田中(7-1) 山口恵(6-2) 貞升(6-2)           | 山口絵* 北尾* 安食* 石高* 脇田*                     | (陥落なし)(引退 2) 山口絵▽ 安食▽ | 内山あや 山口稀良莉 大島綾華 田中沙紀                            | 68人     | 2人    |
| 3 | 2023 | 里見香奈             | 10人                    | 10人                    | 10人                            | 10人                 | 20人(うち全休1)                           | 20人(うち全休1)         | 32人                                                  | 32人                                                | 32人                             | 32人                                                             | 73人     | 2人    |
| 3 | 2023 | 里見香奈             | (8-1) 西山◎             | 中井 中村真(引退) 甲斐▽ | 塚田(8-1) 石本(5-4)             | 千葉 岩根 山田久     | 伊奈川(7-1) 和田あ(7-1) 武富(5-3)         | 竹部 船戸 宮宗 ﾌｫﾙﾀﾝ▽   | 大島(7-1) 渡辺(6-2) 内山(6-2) 堀(6-2)                 | 相川* 長沢* 斎田* 山口仁* 北尾** 井道* 榊*          | (陥落なし)(引退) 北尾▽           | 佐々木海法 岩佐美帆子 榊菜吟 鎌田美礼 木村朱里 梅津美琴 松下舞琳 | 73人     | 2人    |
| 4 | 2024 | 西山朋佳◎            | 9人 /欠員 -1            | 9人 /欠員 -1            | 10人                            | 10人                 | 20人                                      | 20人                    | 36人                                                  | 36人                                                | 36人                             | 36人                                                             | 76人     | 2人    |
| 4 | 2024 | 西山朋佳◎            | (7-1) 福間(里見) 伊藤沙 | 渡部 塚田               | 和田あ(7-2) 鈴木(6-3) 香川(6-3) | 室田 北村 中村真     | 千葉(6-2) 岩根(6-2) 頼本(6-2) 加藤結(6-2) | 礒谷真 藤井 渡辺 山田久 | 佐々木(7-1) 高浜(6-2) 長谷川(6-2) 長沢(6-2) 久保(6-2) | 井道** 矢内* 和田は* 村田* 中倉* 飯野* 島井* 相川** | (陥落なし)(引退 2) 船戸▽ 中村桃▽ | 久保翔子 今井絢 宮澤紗希 森本理子 砂原奏 磯谷祐維                | 76人     | 2人    |
| 5 | 2025 | 西山朋佳             | 10人                    | 10人                    | 10人                            | 10人                 | 20人                                      | 20人                    | 37人(うち全休3)                                       | 37人(うち全休3)                                     | 37人(うち全休3)                  | 37人(うち全休3)                                                  | 78人     | 2人    |
| 5 | 2025 | 西山朋佳             |                         |                         |                                 |                      |                                           |                         | 崎原知宙 伊藤真央 竹内優月 岩崎夏子                   |                                                     |                                  |                                                                  | 78人     | 2人    |

### 女流順位戦にまつわる記録
女流順位戦参加（白玲在位含む）
- 最年少(初)対局 ： 岩崎夏子（13歳3か月 、第5期=D級1局目）
- 最年長対局 ： 長沢千和子（60歳3か月 、第5期=C級1局目） - 更新中
- 最年長初対局 ： 長沢千和子（57歳4か月 、第2期=D級1局目）

女流順位戦各級在籍記録
- A級
  - 連続在籍（白玲在位を含む）：西山朋佳（連続5期、第1期-第5期）
  - 連続在籍（白玲在位を除く）：伊藤沙恵ほか、計4名[注釈 8]（連続4期、第2期-第5期）
  - 通算在籍（白玲在位を含む）：西山朋佳（通算5期、第1期-第5期）
  - 通算在籍（白玲在位を除く）：伊藤沙恵ほか、計4名（通算4期、第2期-第5期）
  - 最年長在籍：中井広恵（54歳0か月 、第3期=9局目<最終局>）
  - 最年少在籍：石本さくら（22歳9か月 、第2期=1局目）
- B級
  - 連続在籍：香川愛生、北村桂香（第2期-第4期）、野原美蘭（第3期-第5期）
  - 通算在籍：香川愛生、北村桂香、野原美蘭ほか、計7名（通算3期）
  - 最年長在籍：山田久美（56歳5か月 、第3期=9局目<最終局>）
  - 最年少在籍：野原未蘭（19歳2か月 、第3期=1局目）
- C級
  - 連続在籍：室谷由紀ほか、計5名[注釈 9]（連続4期、第2期-第5期）
  - 通算在籍：室谷由紀ほか、計5名（通算4期、第2期-第5期）
  - 最年長在籍：長沢千和子（60歳3か月 、第5期=1局目） - 更新中
  - 最年少在籍：野原未蘭（18歳2か月 、第2期=1局目）
- D級
  - 連続在籍：島井咲緒里ほか、計12名[注釈 10]（連続4期、第2期-第5期）
  - 通算在籍：島井咲緒里ほか、計12名（通算4期、第2期-第5期）
  - 最年長在籍：長沢千和子（60歳0か月 、第4期=8局目<最終局>）
  - 最年少在籍：岩崎夏子（13歳3か月 、第5期=1局目）

女流順位戦連勝記録
- 最多連勝記録：10連勝 - 伊藤沙恵（第2期A級を6連勝、第3期A級を4連勝）、福間香奈[13]（第2期A級を3連勝、第4期A級を7連勝）、磯谷祐維（第4期D級を4連勝、第5期D級を6連勝＝継続中）
- A級最多連勝記録：10連勝 - 伊藤沙恵（第2期A級を6連勝、第3期A級を4連勝）、福間香奈[14]（第2期A級を3連勝、第4期A級を7連勝）
- 初参加からの最多連勝記録：4連勝 - 鎌田美礼（第3期D級を4連勝）

女流順位戦リーグ戦全勝者
- 該当者なし（第2期-第4期）

## 関連番組
2020年12月より2021年11月までの12回、BSフジにて本棋戦の第1期を扱ったドキュメンタリー『白玲〜初代女流棋士 No.1 決定戦〜』が放送された。ナレーションは早見沙織が担当した。
2022年5月より12月までの8回、BSフジにて本棋戦の第2期を扱った『白玲〜女流棋士 No.1 決定戦〜』が放送された。ナレーションは伊藤かりんが担当した。
2023年1月より12月までの12回、BSフジにて本棋戦の第3期を扱った『白玲〜女流棋士 No.1 決定戦〜』が放送された。ナレーションは佐々木恭子（フジテレビアナウンサー）が担当した。
2024年1月より毎月1回、BSフジにて本棋戦の第4期を扱った『白玲〜女流棋士 No.1 決定戦〜』が放送される。